# Selig ist der Mann
Selig ist der Mann (in tedesco, "Beato è l'uomo") BWV 57 è una cantata di Johann Sebastian Bach.

## Storia
La cantata in dialogo Selig ist der Mann venne composta da Bach a Lipsia nel 1725 e fu eseguita per la prima volta il 26 dicembre dello stesso anno in occasione del secondo giorno di Natale. È possibile che la cantata sia stata successivamente ripetuta in una data sconosciuta in quanto la partitura autografa mostra che Bach aggiunse alcune parti per ottoni.
Il libretto è tratto da Giacomo, capitolo 1 versetto 12, per il primo movimento, da testi di Ahasverus Fritsch per l'ottavo e di Georg Christian Lehms per i rimanenti.

## Struttura
La cantata è scritta per soprano solista, basso solista, coro, violino I e II, oboe I e II, corno inglese I e II, viola e basso continuo ed è suddivisa in otto movimenti:
1. Aria: Selig ist der Mann, der die Anfechtung erduldet, per basso e orchestra.
2. Recitativo: Ach! dieser süße Trost, per soprano e continuo.
3. Aria: Ich wünschte mir den Tod, per soprano, archi e continuo.
4. Recitativo: Ich reiche dir die Hand, per basso, soprano e continuo.
5. Aria: Ja, ja, ich kann die Feinde schlagen, per basso, archi e continuo.
6. Recitativo: In meinem Schoß liegt Ruh und Leben, per basso, soprano e continuo.
7. Aria: Ich ende behende mein irdisches Leben, per soprano, violino solo e continuo.
8. Corale: Richte dich, Liebste, nach meinem Gefallen und gläube, per tutti.